# شین مدوز
شیْن مِدوز (انگلیسی: Shane Meadows؛ زادهٔ ۲۶ دسامبر ۱۹۷۲) کارگردان، فیلم‌نامه‌نویس و هنرپیشه اهل بریتانیا است. وی از سال ۱۹۹۵ میلادی تاکنون مشغول فعالیت بوده‌است.
فیلمِ این انگلستان است به کارگردانیِ مدوز توانست جایزهٔ بهترین فیلم بریتانیایی بفتا (الکساندر کُردا) را در سال ۲۰۰۸ از آنِ خود کند.